# 加美 (大阪市)
加美（かみ）は、大阪府大阪市平野区北東部の地域名。
本項ではかつて同地域に所在した中河内郡加美村（かみむら）についても述べる。

## 歴史
河内国（のち大阪府）渋川郡の中西部に位置する。村名は古代の渋川郡5郷のひとつ「賀美」に由来する。
- 1889年（明治22年）4月1日 - 町村制の施行により、渋川郡乾村、正覚寺村、鞍作村、南鞍作村、鞍作新家村が合併して渋川郡加美村が発足。大字鞍作に村役場を設置。
- 1896年（明治29年）4月1日 - 郡の統廃合により、所属郡が中河内郡に変更。
- 1937年（昭和12年） - 5大字を廃し、20町を起立。
- 1955年（昭和30年）4月3日 - 大阪市第3次市域拡張（河内編入）により同市に編入。東住吉区の一部となる。20町は「加美」を冠称。同日加美村廃止。
- 1974年（昭和49年）7月22日 - 東住吉区から平野区が分区され、同区の一部となる。

## 地域概要
現行行政地名は加美北1 - 9丁目、加美正覚寺1 - 4丁目、加美東1 - 7丁目、加美西1 - 2丁目、加美鞍作1 - 3丁目、加美南1 - 5丁目。南西は平野区の中心となる旧・平野郷町、北西は生野区、北東は東大阪市、南東は八尾市に接している。
戦前は田畑が広がっていたが、戦後は工業化が進み工場増え、特に加美北は現在でも工場が多く、また加美北、加美正覚寺には市営団地が多い。

### 旧町名
- 加美北 - 大芝町、末次町、長沢町、柿花町、乾町
- 加美正覚寺 - 正覚寺町、諏訪山町（一部）、神明町（一部）
- 加美東 - 諏訪山町、神明町、細田町、絹木町
- 加美西 - 橘町、旭町
- 加美鞍作 - 鞍作町、春日町、南陽町、南鞍作町
- 加美南 - 神武町、松山町、福井戸町、新家町

上記の旧町名は東住吉区時代まで使用されており、平野区の分区に伴い現行行政地名に変更された。しかし、バス停や市営住宅名には現在も使用されている場所もある。

## 交通
鉄道
地域の中央部を通っている。
- 西日本旅客鉄道（JR西日本）
  - 関西本線（大和路線） 加美駅
  - おおさか東線 衣摺加美北駅（加美北と東大阪市衣摺に跨る）、新加美駅

バス
- 大阪シティバス
  - 9号系統 加美南四丁目、加美南二丁目、加美南南口、加美南五丁目、加美南三丁目、加美鞍作三丁目
  - 19号系統 加美、加美小学校前、加美東一丁目、加美東三丁目、加美東三丁目北（旧・加美神明東住宅前）
  - 30号系統 加美北三丁目、加美北幼稚園前、加美北四丁目、加美長沢住宅前、加美北五丁目、加美北八丁目、加美小学校前、加美正覚寺二丁目、加美正覚寺、加美正覚寺住宅前
- 近鉄バス
  - 加美線41番 加美北五丁目（加美長沢住宅前）、加美正覚寺、加美正覚寺二丁目、加美小学校前、加美北八丁目、加美北五丁目

主要道路
- 国道25号
- 大阪府道2号大阪中央環状線
- 大阪府道5号大阪港八尾線

## 施設など
小学校
- 大阪市立加美北小学校
- 大阪市立加美小学校
- 大阪市立加美東小学校
- 大阪市立加美南部小学校

中学校
- 大阪市立加美中学校
- 大阪市立加美南中学校

主な商業施設
- 加美北 - ホームセンターコーナン、Joshin
- 加美東 - 万代、ジャパン（ディスカウントストア）、ドラッグストア サーバ
- 加美西 - コーナンPRO

その他の施設
- 加美北 - 大阪市平野下水処理場、加美正覚寺住宅、せせらぎの里、加美霊園、加美北公園、加美北郵便局、（市営）加美長沢住宅、長沢2RC、長沢第3住宅、加美北住宅、加美北第2住宅、加美北第3住宅
- 加美正覚寺 - 大阪市平野消防署加美正覚寺出張所、平野ドライビングスクール、旭神社、正覚寺、東之坊、加美正覚寺郵便局、市営正覚寺東住宅
- 加美東 - 久宝寺緑地、加美自動車教習所、加美工場団地、加美東郵便局、市営加美神明住宅
- 加美鞍作 - 平野区役所加美出張所、平野消防署加美出張所、大阪市立平野区老人福祉センター、善正寺、菅原神社
- 加美南 - 市営加美南住宅、鞍作公園、シャープ株式会社